# Roland Kneißl
Roland Kneißl (* 5. Februar 1963 in Mühldorf am Inn) ist ein ehemaliger deutscher Fußballspieler.

## Sportliche Laufbahn
Kneißl spielte bis 1984 beim TSV Germering und war 1984/85 bei der TSV Ampfing aktiv. Er kam 1986 von Hertha BSC, dem West-Berliner Verein hatte er eine Saison angehört, zum TSV 1860 München. Magic Kneißl trug mit seinen Toren und als Spielgestalter in der Bayernliga maßgeblich zu den Aufstiegen des TSV 1860 München in die 2. Bundesliga 1990/91 und 1992/93 bei. 68 Spiele absolvierte der offensive Mittelfeldspieler in der 2. Liga (1985/86 für die Hertha und später für den TSV 1860 München) und schoss dabei drei Tore. 1994 beendete er seine Karriere nach dem Erstligaaufstieg der Löwen und wurde Co-Trainer von Werner Lorant. 1994/95 wurde er noch einmal eingewechselt und kam so zu seinem einzigen Einsatz in der 1. Bundesliga.

## Weiterer Werdegang
Vom 1. Juli 2004 bis zum 22. Januar 2006 war Kneißl Manager des TSV 1860 München. Der ehemalige Profi war bis März 2018 Geschäftsführer der TSV 1860 Merchandising GmbH, die er 1996 nach dem Ausscheiden aus der Assistenztrainerrolle übernommen hatte.